# José García Molina
José García Molina   (Barcelona, 29 de desembre de 1969) és un professor universitari i polític espanyol, secretari general de Podem Castella-la Manxa des de 2015. Va ser vicepresident segon del Govern de Castella-la Manxa entre 2017 i 2019.

## Biografia

### Primers anys
Va néixer el 29 de desembre de 1969 a Barcelona, en el si d'una família d'immigrants analfabets radicada al barri hospitalenc de Bellvitge. Gràcies a beques, es va llicenciar en pedagogia per la Universitat de Barcelona (UB), sent membre del seu Grup de Recerca sobre Exclusió i Control Socials. Educador social a Barcelona, el 1998 es va traslladar a Talavera de la Reina per treballar de professor titular de Pedagogia Social a la Facultat de Ciències Socials de la Universitat de Castella-la Manxa. El 2002 es va doctorar en pedagogia social per la UB.

### Activitat política
Al febrer de 2015 va guanyar les primàries a la Secretaria General de Podem Castella-la Manxa, amb el 57,9% del dels vots emesos. Afí al corrent pablista de Podem a nivell nacional, i cap de llista per Toledo a la candidatura del partit per a les eleccions a les Corts de Castella-la Manxa de maig de 2015, va ser triat per un dels dos escons de Podem de la novena legislatura del parlament regional. En 2017, com a part d'un acord de govern amb el PSOE per tirar endavant el pressupost autonòmic, va entrar a formar part de l'executiu autonòmic com a vicepresident segon del govern regional, prenent possessió del càrrec el 10 d'agost.